# Аймантобе
Аймантобе́ (до 6 февраля 1997 года — Ле́нино, каз. Аймантөбе) — аул в Байзакском районе Жамбылской области Казахстана, входит в состав Диханского сельского округа. Код КАТО — 313637200.

## География
Аул расположен в южной части Байзакского района, примерно в 7 километрах к северу от районного центра села Сарыкемер, в 6 километрах к западу от административного центра сельского округа села Дихан и в 15 километрах к северо-востоку от областного центра города Тараз. Ближайшая железнодорожная станция Ушбулак — расположена в 12 километрах к югу от аула (по дороге — 19,9 км). Соседние населённые пункты: Дихан в 6 километрах к востоку, Дихан в 5 километрах к западу, Женис в 7 километрах к востоку. Транспортное сообщение осуществляется по автодороге КН-6, с выходом на автодорогу А2. Высота центра населённого пункта — 509 метров над уровнем моря.

## История
По предложению жителей села государственная комиссия по ономастике при Правительстве РК от 6 февраля 1997 года село Ленино по решению было переименовано в село Аймантобе́.

## Население
| Численность населения | Численность населения | Численность населения |
| 1989                  | 1999                  | 2009                  |
| --------------------- | --------------------- | --------------------- |
| 588                   | ↗695                  | ↗844                  |